# Brot de bambú
Els brots de bambú són els brots joves i comestibles de les plantes classificades com bambú, incloent a Bambusa vulgaris i a Phyllostachys edulis. Es fan servir en nombrosos plats de la gastronomia asiàtica. Es comercialitzen en diverses formes processades i estan disponibles en versions en fresc, assecades i enllaunades.

## Espècies cultivades
Es cultiven diverses espècies de bambú destinades a ser menjades:
- Phyllostachys edulis (孟宗竹, 江南竹) produeix brots molt grans de fins a 2,5 quilos. Elsbrots d'aquesta espècie reben diferents noms segons l'època de l'any que es cullen (brots d'hivern o brots pilosos).
- Phyllostachys bambusoides (桂竹) produeix brots més prims i llargs, normalment es mengen frescos també s'assequen.
- Dendrocalamus latiflorus (麻竹) adequats per enllaunar i assecar.
- Bambusa oldhamii (綠竹) són tendres i flairosos, normalment es venen en fresc.
- Bambusa odashimae (烏腳綠竹) és considerat similar a B. oldhamii, però més preuat per la seva carn similar a la pera asiàtica. Es consumeix fresc.
- Fargesia spathacea (箭竹) produeix brots aromàtics i tendres es mengen frescos o enllaunats.
- Bambusa blumeana (刺竹) produeix brots de qualitat i textura inferior.

## Valor nutritiu per 100 grams
- Energia: 115 kJ (27 kcal)
- Glúcids:5,2 g
  - Sucres: 3 g
  - Fibra dietètica: 2,2 g
- Greix: 0,3 g
- Proteïna: 2,6 g
- Vitamines: B6:0,24 mg, Tiamina: 0,15 mg

Potassi: 533 mg

## Ús regional

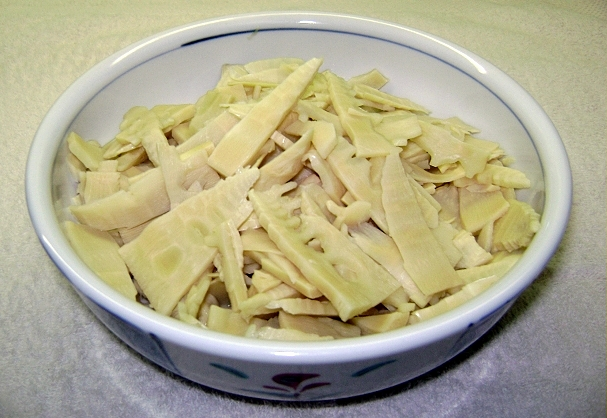
Ryoku-chiku (brots de Bambusa oldhamii)

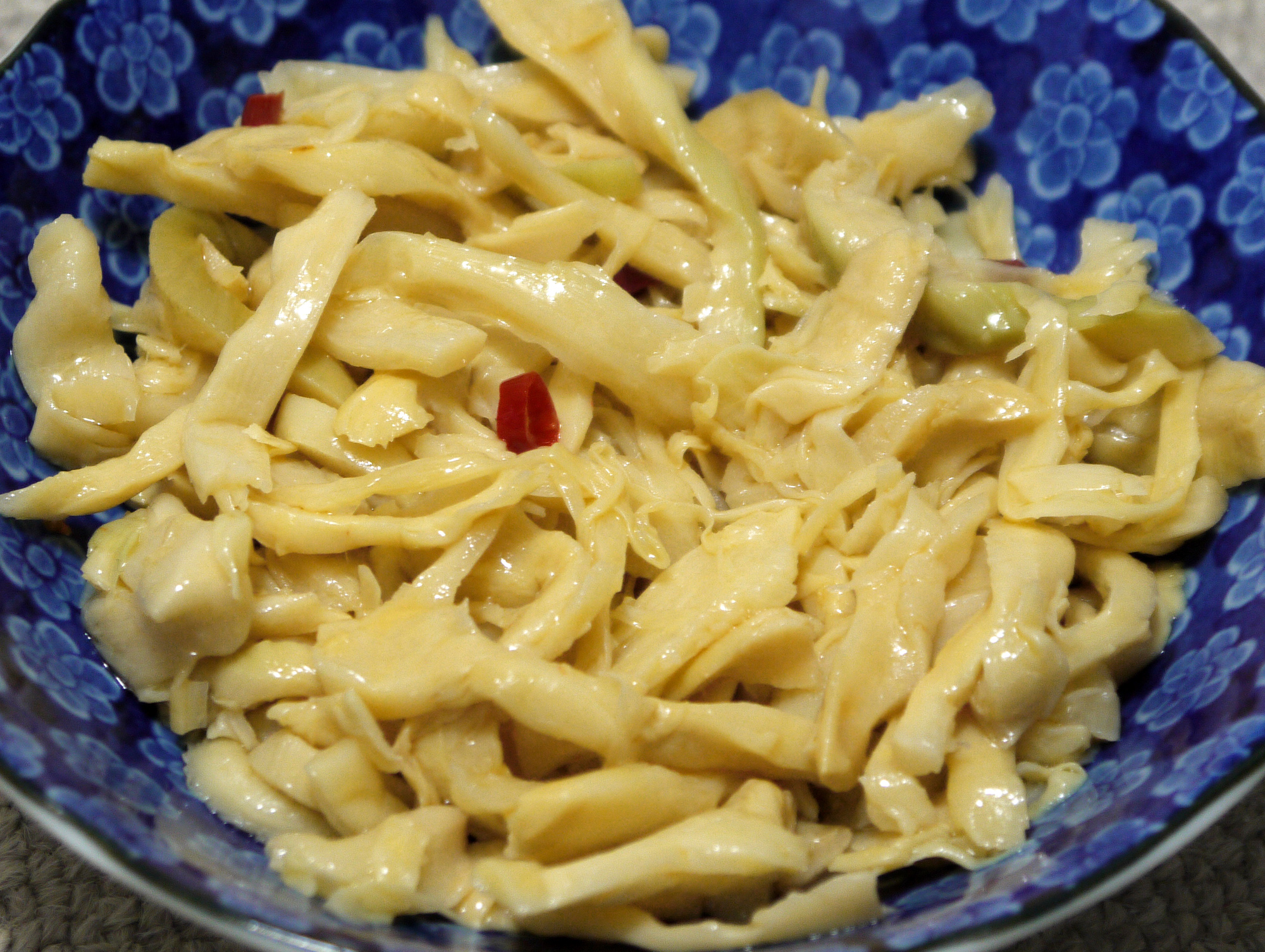
"Hosaki-Menma"

En certes parts del Japó, Xina i Taiwan, el bambú gegant Bambusa oldhamii es cull a la primavera i principi de l'estiu. Aquest bambú té un sabor molt agre i se n'han de fer llesques i bullir-lo amb molta aigua diverses vegades.
El bambú en vinagre es fa servir com condiment.
Al Nepal, es fa servir en plats com el tama (brot de bambú fermentat), amb patates i fesols. Algunes varietats de bambú cultivades a Sikkim són Dendrocalamus hamiltonii, Dendrocalamus sikkimensis i Bambusa tulda
A Assam, Índia, els brots de bambú aón part de la cuina tradicional.
Els brots de bambú es fan servir com un plat especial durant la temporada del monsó (per la seva disponibilitat estacional)
A Jharkhand, Índia, es fan servir en el curri.

A Indonèsia, es mengen amb llet de coco i espècies per a fer gulai rebung.
A les Filipines, aquests brots s'anomenen labóng (també rabong o rabung). Els dos platsméspopulars són elsanomenats ginataáng labóng (brots en llet de coco i xili) i dinengdeng na labóng (brots amb peix bagoóng.
A Tailàndia els brots de bambú es fan servir en sopes com tom kha kai, curris com el kaeng tai pla i amanides.
Al Vietnam, es fan servir junt amb altres verdures en molts plats vegetarians o en sopes 
A Chittagong de Bangladesh, els brots de bambú són un aliment tradicional de l'ètnia jumma.

## Galeria

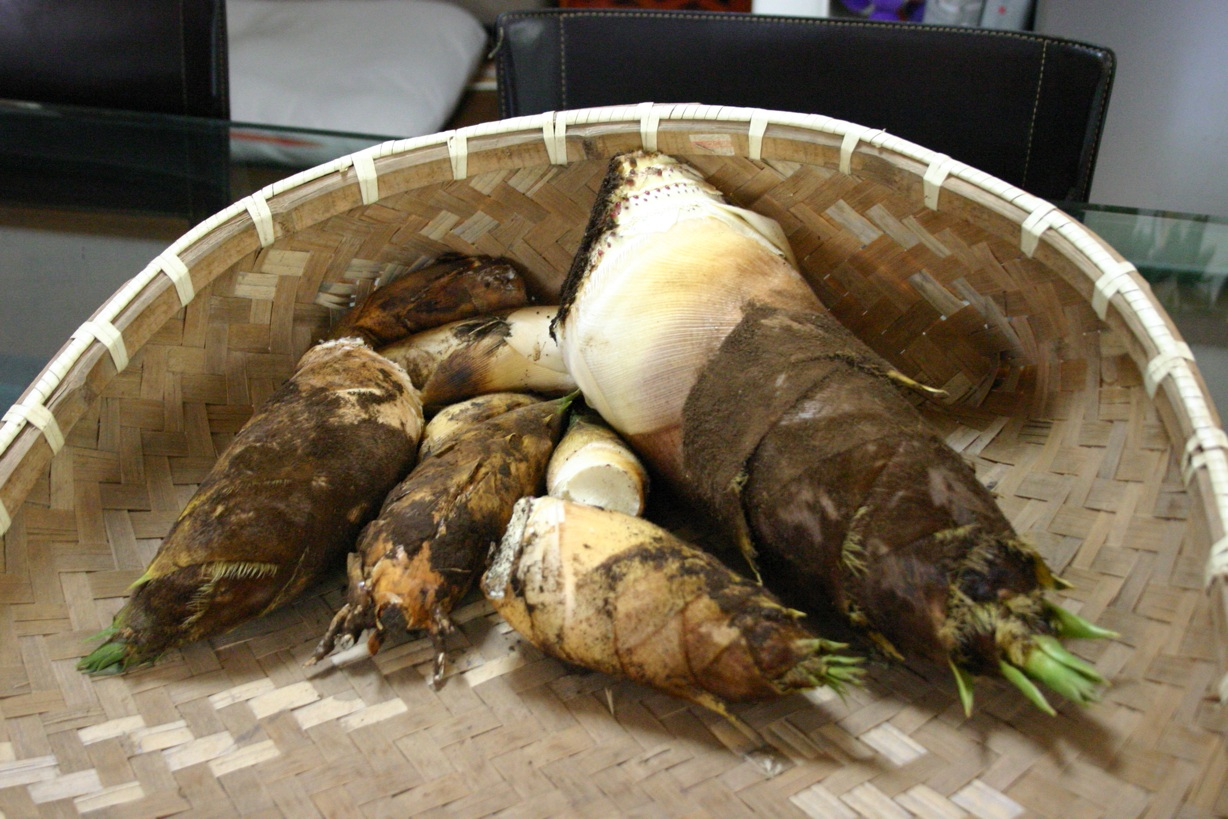
Brots sencers abans de ser collits
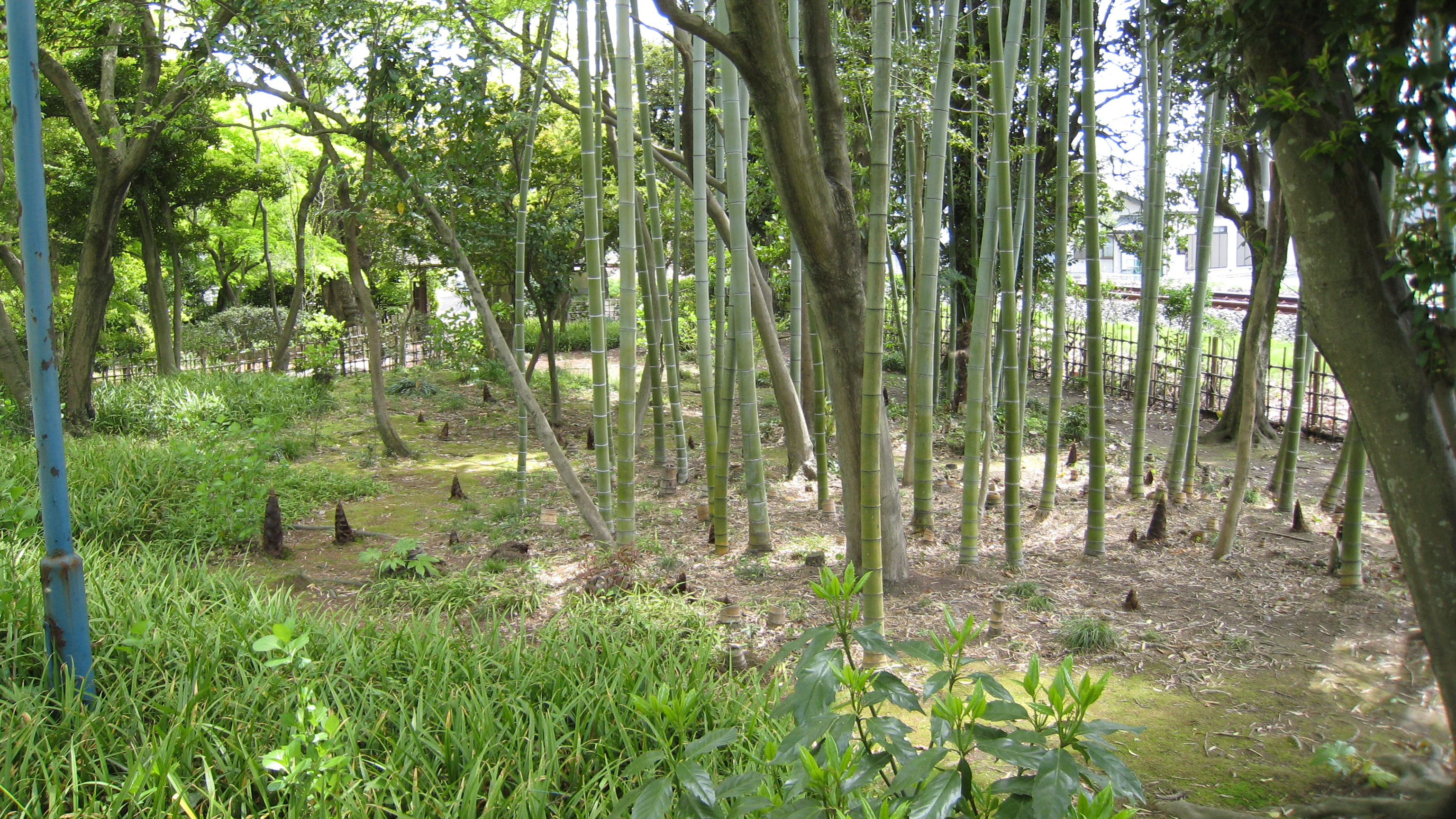
Brots de bambú emergint de terra
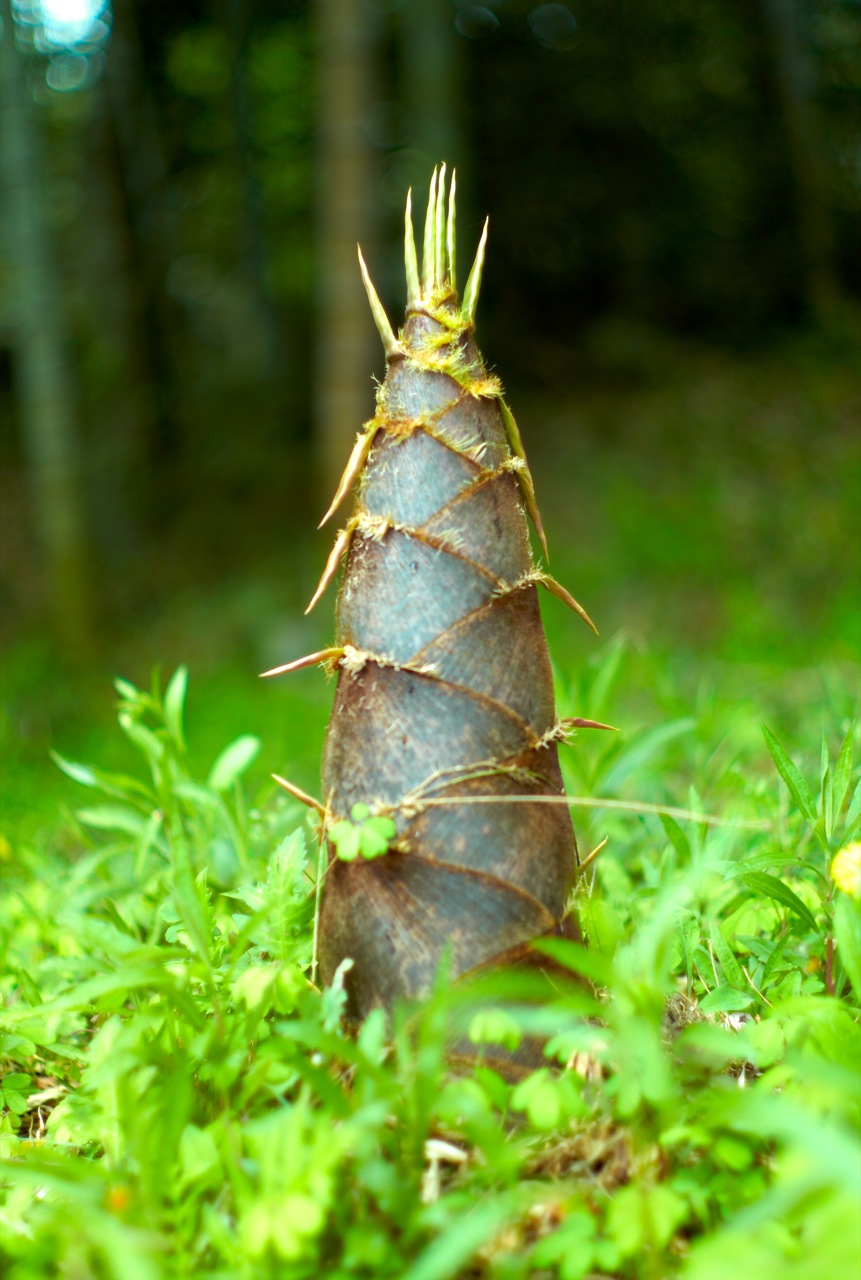
Brots de bambú, ja massa vells
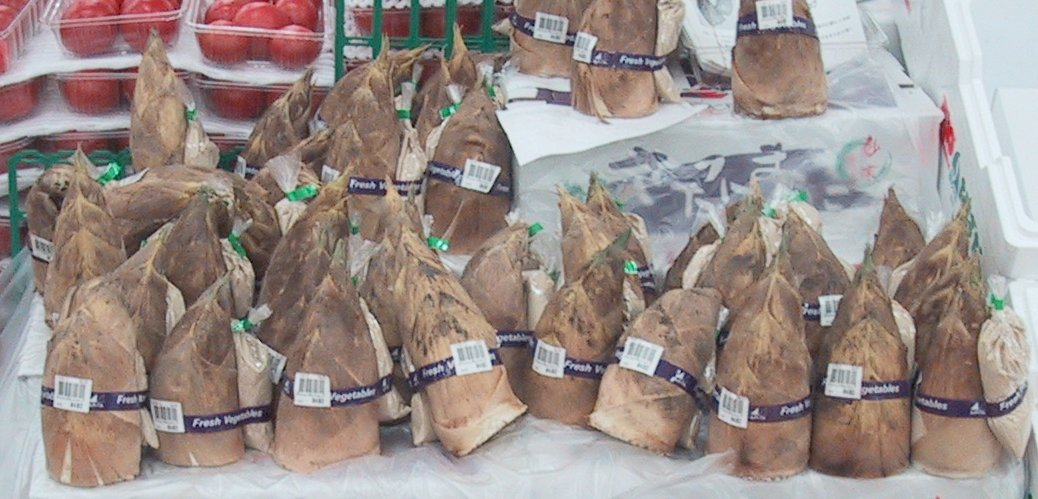
Brots de bambú a la venda al Japó
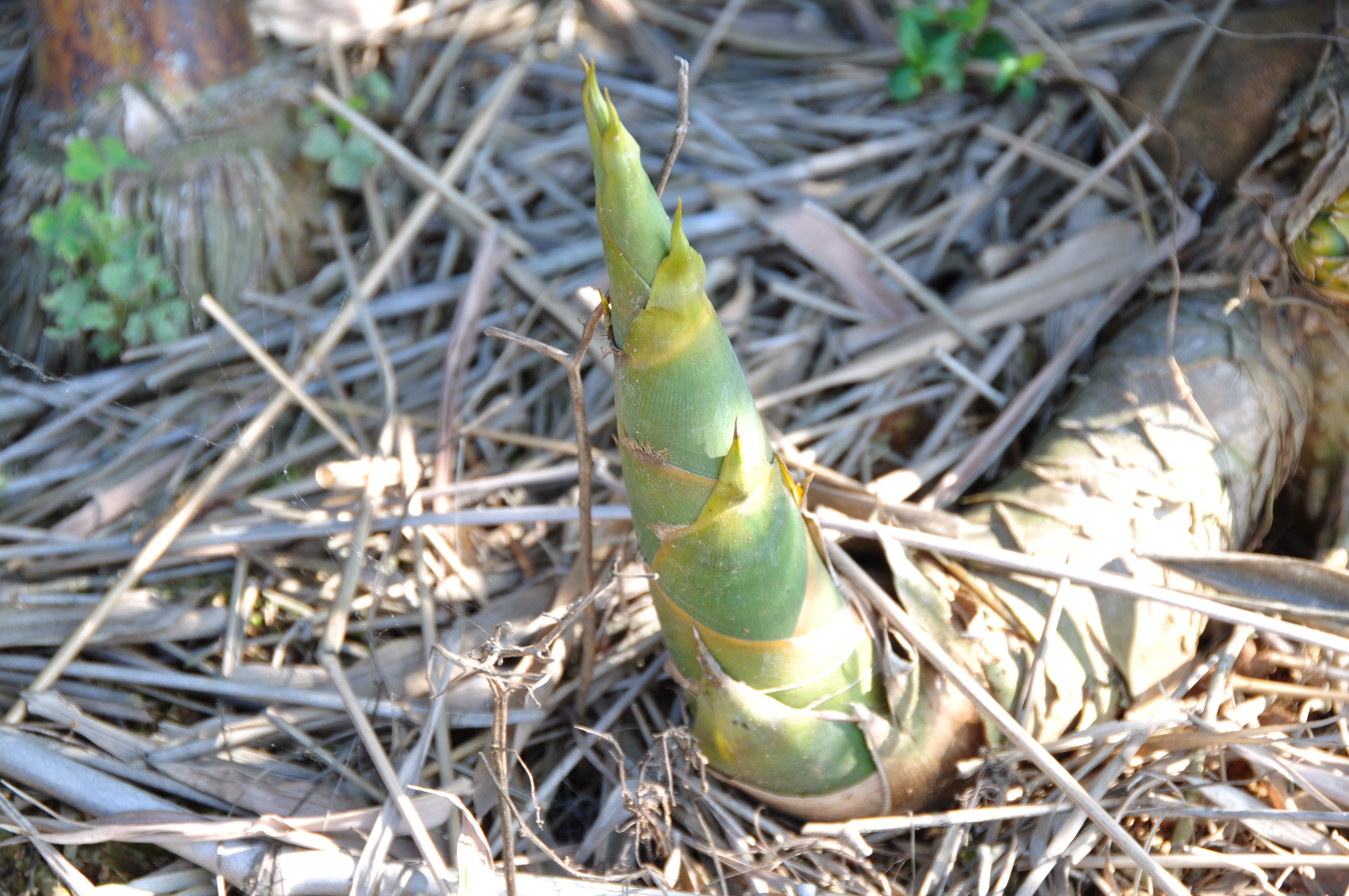
A Taiwan.
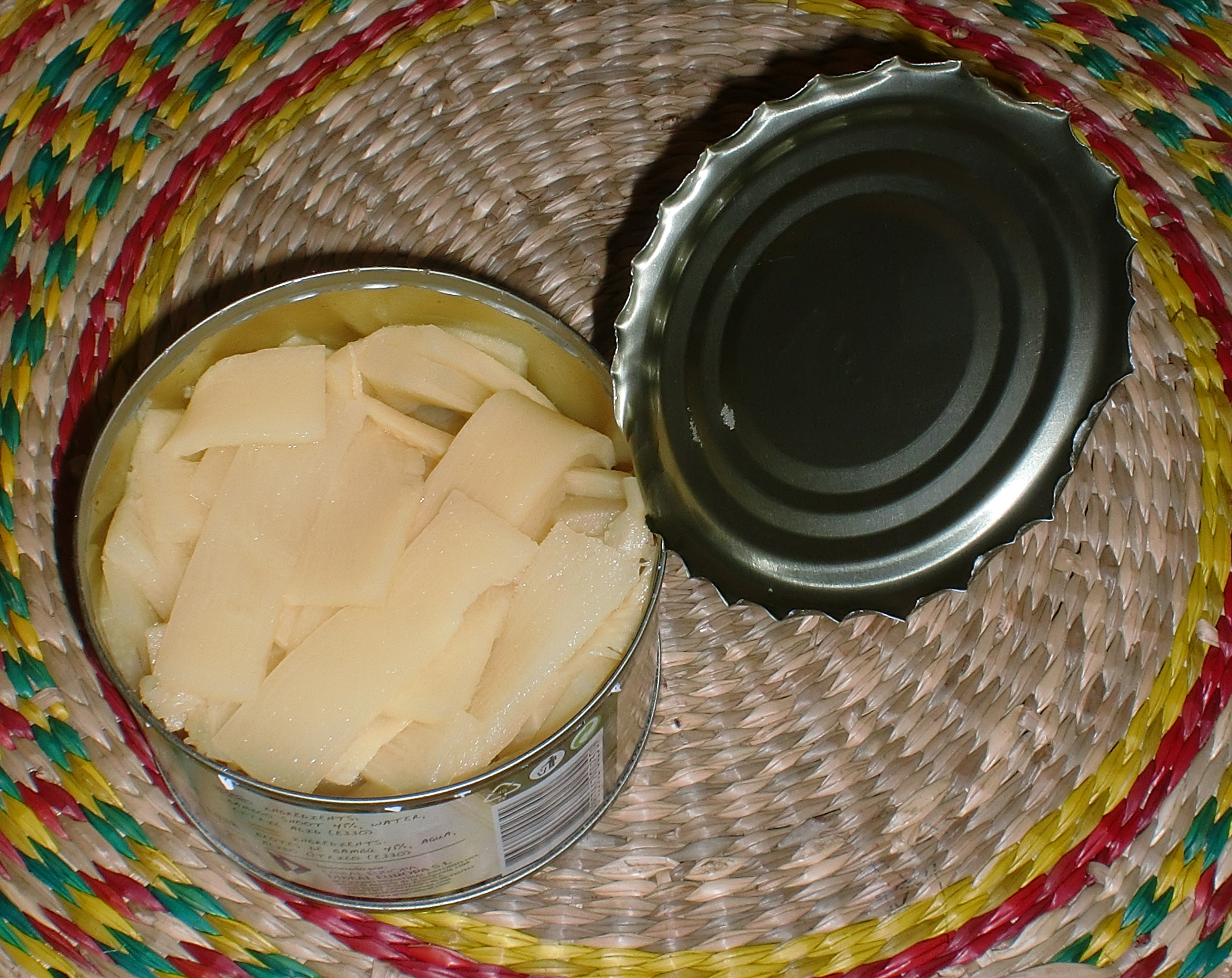
Brots de bambú en llauna.
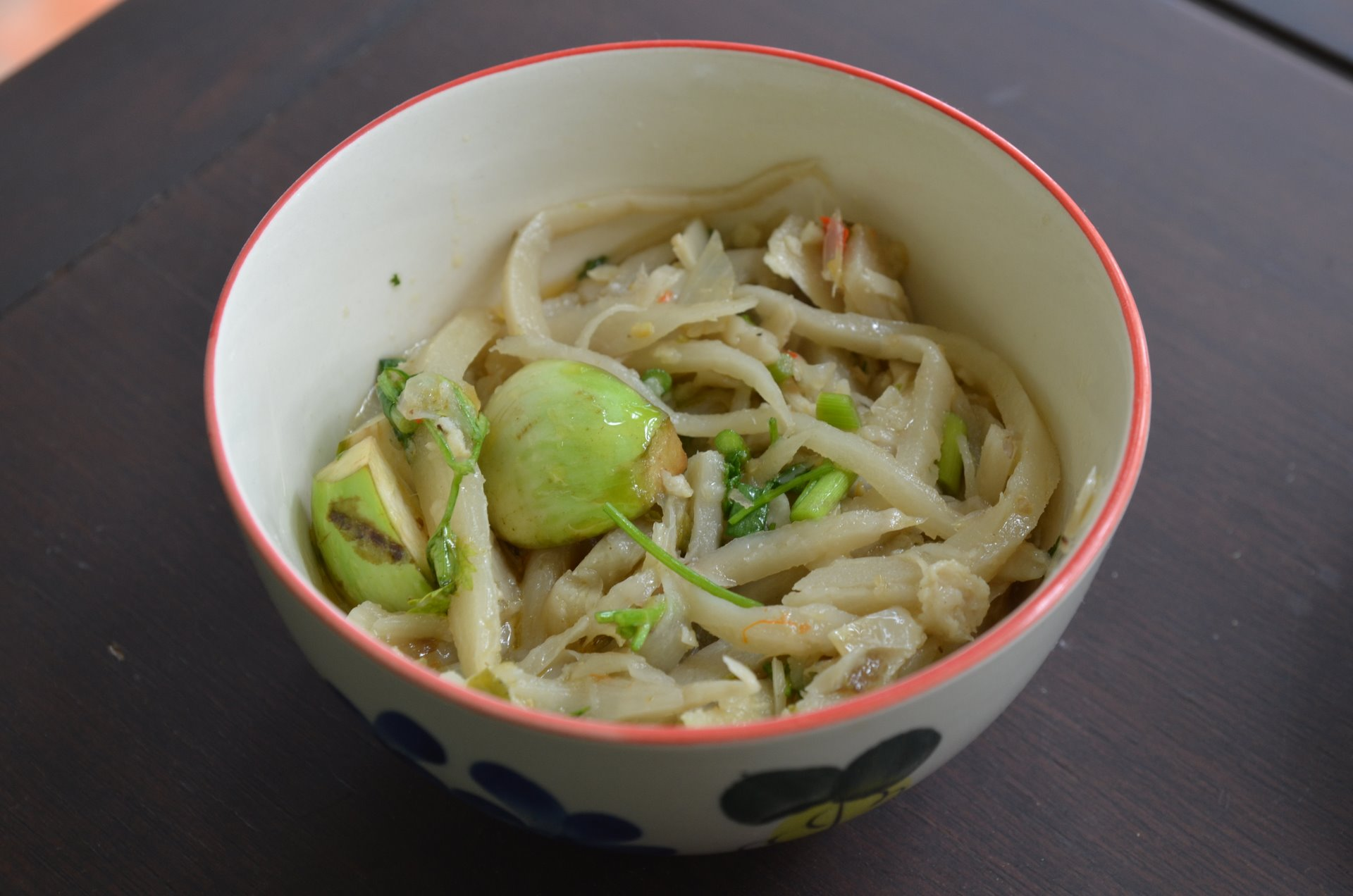
Yam no mai, una amanida Tai de brots de bambú .
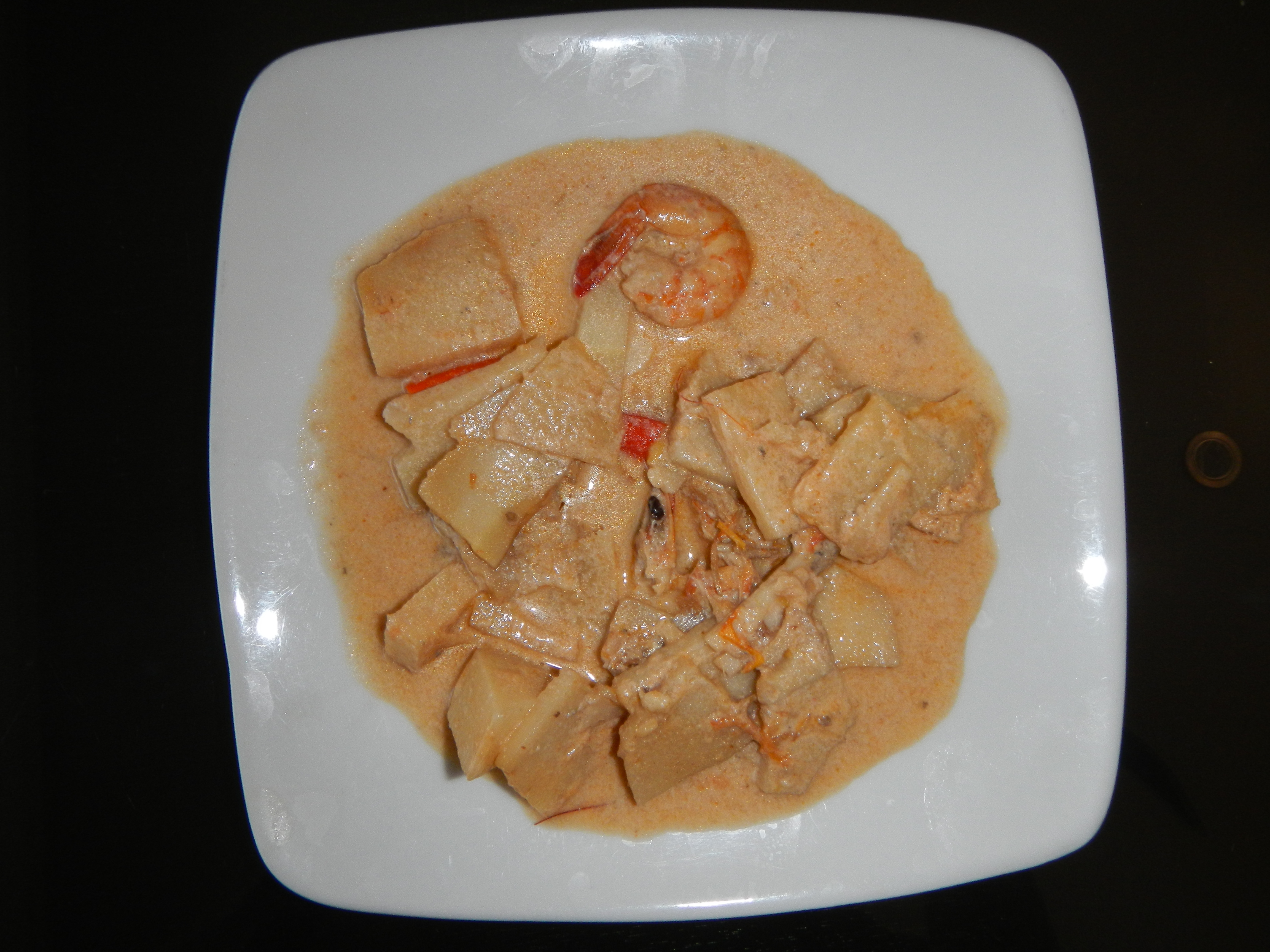
Philippine Ginataáng labóng, brots de bambú cuinats amb llet de coco